# Марк Безос
Марк Безос (англ. Mark Bezos; нар. 17 травня 1968) — мільйонер, брат засновника Амазон Джеффа Безоса. Один з перших космонавтів суборбітального апарата New Shepard (місія Blue Origin NS-16 у 2021).
Марк Безос навчався в Техаському християнському університеті, отримавши там ступінь з реклами та комунікацій у 1992 році.
Його кар'єра розпочалася з рекламних агентств у Нью-Йорку, таких як DDB Worldwide та Saatchi & Saatchi. Потім, у 1999 році, він заснував власну маркетингову компанію. Того ж року він став директором Фонду Сім'ї Безос (англ. Bezos Family Foundation).
Він співпрацює з Фондом Робін Гуд (англ. Robin Hood Foundation), а також є добровільним пожежником у пожежній частині Скарсдейла.

## Особисте життя
Одружений. Має чотирьох дітей.